# Phyllastrephus lorenzi
El bulbul de Lorenz (Phyllastrephus lorenzi) es una especie de ave paseriforme de la familia Pycnonotidae propia del África oriental. Puede ser encontrada en los siguientes países: República Democrática del Congo y Uganda.
Su hábitat natural son los bosques húmedos tropicales húmedas. Está amenazada por pérdida de hábitat.